# Kim Nye
Kim Nye (10 maggio 1961) è un'ex calciatrice e allenatrice di calcio neozelandese, di ruolo centrocampista e attaccante, dal 2016 responsabile tecnico della sezione femminile del Kapiti Coast United.

## Carriera

### Club
Kim Nye, inglese di nascita ma ben presto trasferitasi in Nuova Zelanda, tra il 1988 e il 1996 vestì la maglia della formazione femminile del Waterside Karori, società con sede a Karori, un sobborgo di Wellington. Oltre a questa giocò per altre società della zona di Wellington, tra cui il Porirua e l'Upper Hutt, formazione con la quale concluse la carriera agonistica nel 2000 per un problema al ginocchio.

### Nazionale
Kim Nye ha esordito con la nazionale neozelandese il 26 marzo 1985 segnando nella vittoria per 2-0 contro l'Australia. Prima del ritiro dall'attività agonistica collezionò 16 presenze con la maglia delle Football Ferns siglando 3 reti.
Selezionata dall'allora responsabile tecnico della nazionale Dave Boardman, venne inserita nella rosa della formazione che affronta il Mondiale di Cina 1991, giocando tutte le tre partite della fase a gironi. Il 21 novembre, al New Plaza Stadium di Foshan, sigla al 65' la rete con cui la sua squadra accorcia le distanze sul 4-1, risultato che non cambierà fino al termine dell'incontro, nell'ultima partita giocata dalla sua nazionale contro la Cina, unica realizzazione delle Football Ferns prima di essere eliminate dal torneo. Quella rete fu anche la prima di una calciatrice neozelandese in una manifestazione FIFA.

### Allenatrice
Nel gennaio 2016 viene chiamata per affiancare lo staff come responsabile tecnico della sezione femminile del Kapiti Coast United, squadra che milita in National Women's League, massimo livello del campionato neozelandese di categoria.